# Johanna Straub (Politikerin)

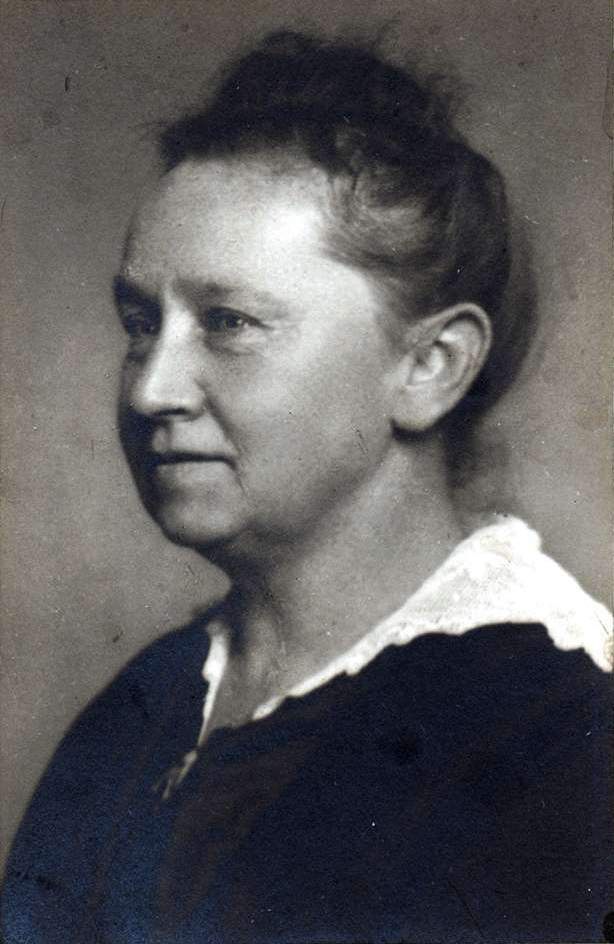
Johanna Straub

Johanna Straub (* 30. Mai 1864 in Freiburg im Breisgau; † 12. Juli 1956 ebenda) war eine deutsche Politikerin (DDP).

## Leben
Johanna Straub ist als Johanna Zipp in Freiburg als Tochter des Gymnasialprofessors Ernst Karl Josef Zipp geboren. Nach der Volksschule absolviert sie eine private Handelsschule und eine Krankenpflegeschule. Nach dem Besuch von Kursen in Sozialfürsorge leitet sie einen Kinderhort des Badischen Frauenvereins und eine Ferienkolonie für Mädchen, die sie auch ins Leben gerufen hat. Außerdem ist sie in der katholischen Gemeinde, im Arbeiterbildungsverein und im Hausfrauenbund aktiv.
Sie heiratet den Notar Karl Josef Straub. Angesichts ihrer Verdienste verleiht ihr Großherzog Friedrich I. die Friedrich-Luisen-Medaille.
Nach der Revolution 1918 steht Johanna Straub bereits in den Mittfünfzigern und ist verwitwet, als ihre Mitarbeit in der Politik beginnt. Sie schließt sich der neugegründeten Deutschen Demokratischen Partei (DDP) an; zeitweise gehört sie dem Landesvorstand an. 1921 wird sie für Freiburg in den Badischen Landtag gewählt und gehört diesem 8 Jahre lang an. Sie wird eine der Schriftführerinnen des Parlaments. Besonders in der Frauenpolitik, der Kultur und im sozialen Bereich engagiert sie sich.
1929 zieht sie sich 65-jährig ins Privatleben zurück und stirbt 27 Jahre später von der Öffentlichkeit weitgehend unbemerkt.